# André Lavrillier
André Henri Lavrillier (n. 7 mai 1885, Paris, Île-de-France, Franța – d. 28 ianuarie 1958, Paris, Île-de-France, Franța) a fost un artist plastic, gravor de monede și medalist francez.

## Biografie
André Lavrillier s-a născut la Paris pe 7 mai 1885, fiu al gravorului Henri Lavrillier.
Între 1905 și 1914 a studiat la Școala Națională Superioară de Arte Frumoase din Paris, în atelierele artiștilor Jules Chaplain (1839-1909), Frédéric de Vernon (1858-1912) și Auguste Patey (1855-1930).
André Lavrillier a obținut în 1911 premiul secund „Prix de Rome” pentru gravură de medalii al Academiei Franceze din Roma, iar în anul 1914, a obținut „le Grand Prix de Rome”.
În Primul Război Mondial a fost agent de legătură al diviziei 74 de infanterie pe La Marne, apoi la Verdun. Generalul Henri Mathias Berthelot i-a observat talentele de fotograf și desenator și l-a mutat în departamentul de fotografie aeriană. La cererea generalilor armatei franceze Philippe Pétain și Ferdinand Foch le-a desenat portretele, desene pe care le-a folosit ulterior la confecționarea medaliilor comemorative.
În 1919 s-a înrolat voluntar pe frontul românesc. Remarcat de Regina Maria a României, a fost numit profesor la școala de Arte Plastice din Iași. Aici a gravat medalii comemorative dedicate cuplului regal, ambasadorului Robert de Flers și profesorului universitar Ioan Cantacuzino. La Iași s-a împrietenit cu sculptorul român Constantin Kristescu și a gravat portretul nepoatei acestuia, Aline Miclescu.
Între 1921 și 1923 a fost la Roma în Vila Medici, ca rezident al Academiei Franceze, unde a creat placheta „Leda și lebăda“. Aici a cunoscut-o pe sculptorița Margareta Cosăceanu, trimisă la Academia de Arte Frumoase din Roma de către Regina Maria și care avea să-i devină soție.
În 1935 a colaborat la realizarea pavilionului României pentru Expoziția Universală din 1937, alături de soția sa. În același an a primit Legiunea de Onoare, cea mai înaltă distincție franceză.
În 1946 a devenit vicepreședintele Societății Franceze de Gravori de Medalii. A propus înființarea fundației „Le 1% artistique“, pentru susținerea artiștilor tineri cu situație financiară precară, instituție care funcționează și în prezent.

## Lucrări
Lucrările sale (plachete, medalii comemorative și monede) sunt expuse în Cabinetul de Medalii a Bibliotecii Naționale a Franței, Monetăria Națională a Franței, Monetăria Regală din Londra, în muzee din București, Stockholm etc.

### Plachete și medalii comemorative

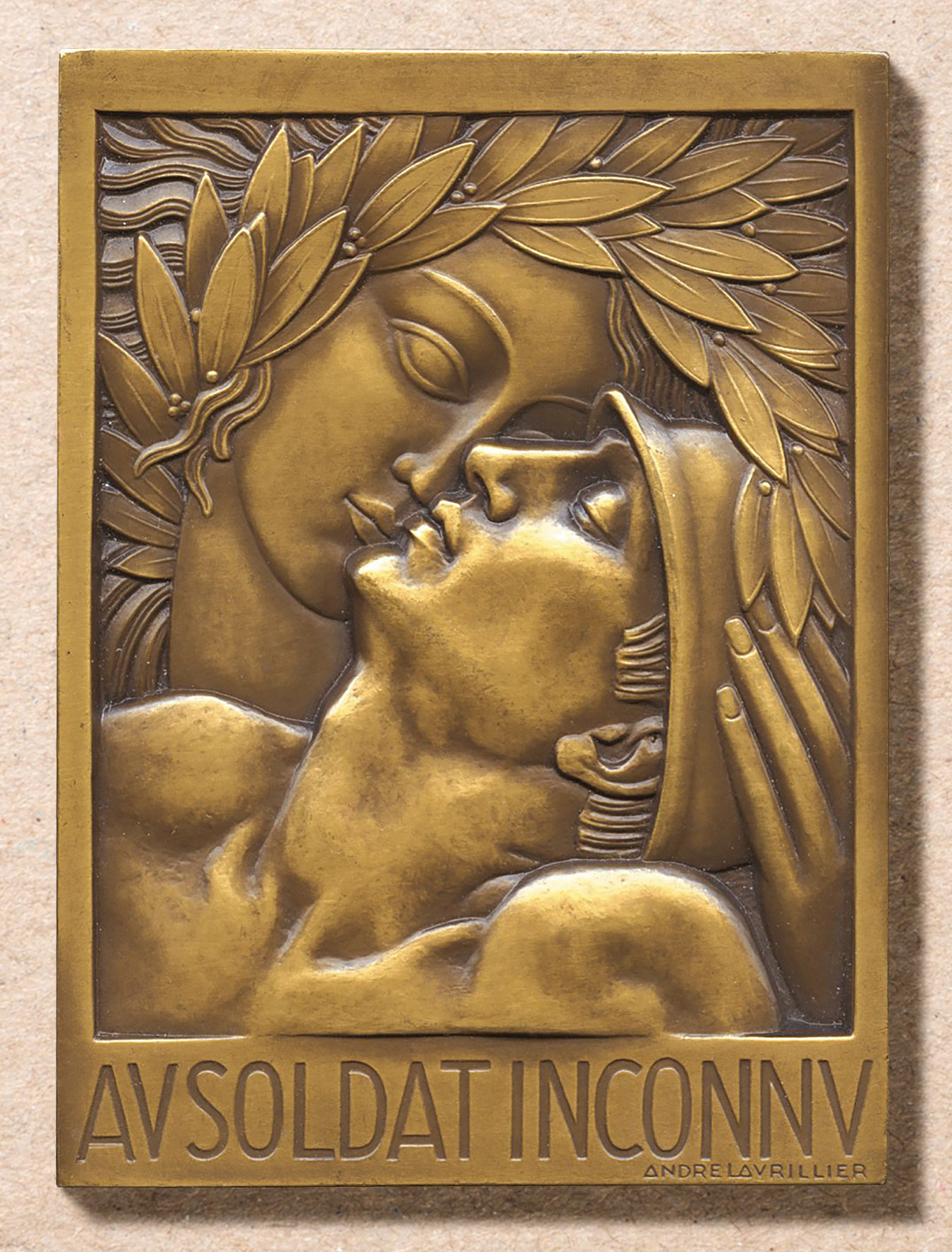
Soldatului necunoscut - plachetă de André Lavrillier, 1923

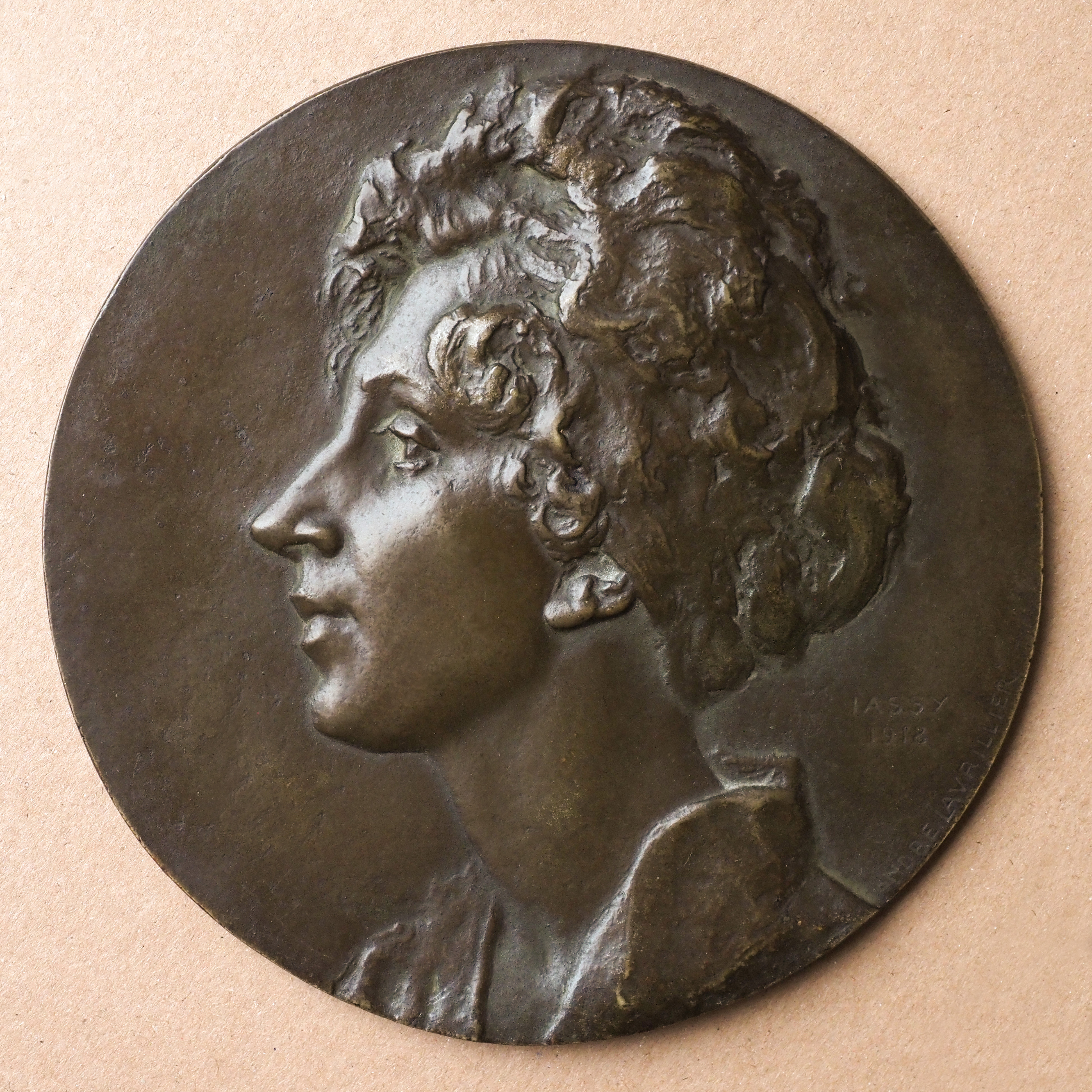
Aline Miclescu - plachetă de André Lavrillier, Iași, 1918

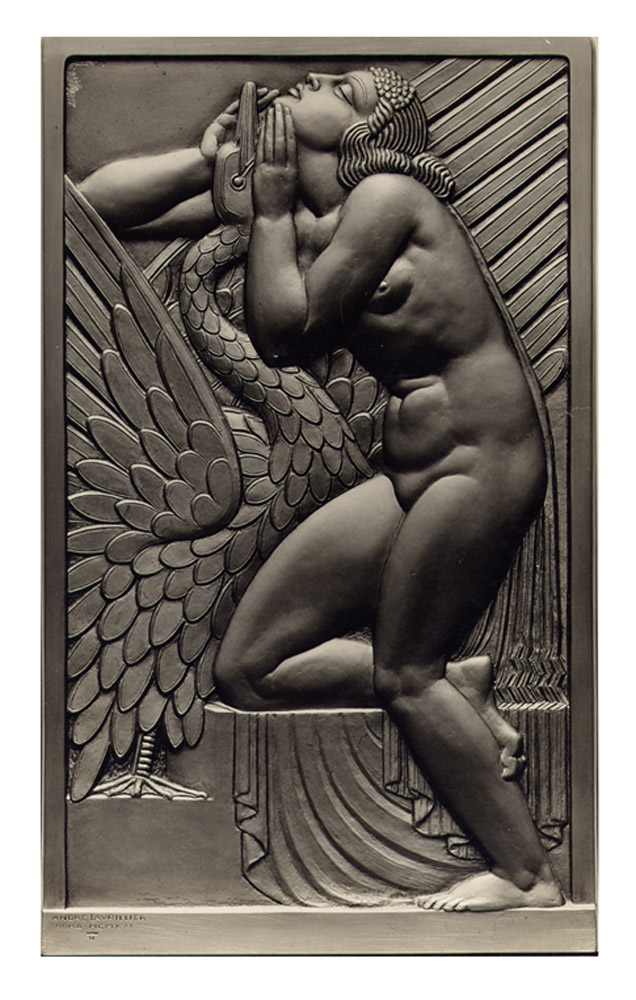
Leda și lebăda - plachetă de André Lavrillier, 1922

- Soldatul murind pe altarul Patriei, 1914, pentru care a primit „Le Grand Prix de Rome”
- Robert de Flers (amabasador francez  în România), 1917, bronz.
- Amiral Lacaze, 1917, bronz[17]
- Aline Miclescu, Iași, 1918, bronz, diametru 14,7 cm.
- Andromeda, cca. 1920, bronz, în stil Art Deco, turnată în atelierul Arthus Bertrand, Paris.
- Leda și lebăda, bronz, 35 x 22 cm, în stil Art Deco, Roma 1922.[18]
- Soldatului necunoscut, 1923, bronz
- Georges Renard, 1928, bronz
- Generalul Doctor Carol Davila, 1928, diametru 80 mm, bronz
- Contelui de Saint-Aulaire, ambasador al Franței - prietenii săi români, 1930, bronz
- Pr. Dr. Jean Cantacuzene, 1933, bronz
- Charlotte Grande Duchesse de Luxembourg 1935, bronz
- Profesor Doctor Alexandru Slătineanu, 1939, bronz
- Profesorul Levaditi, cca. 1945, diametru 81 mm, bronz
- Medalia Păcii de A. Lavrillier și Pablo Picasso, 1950, bronz
- L'ombre / Auguste Rodin, medalie duble face, 1956, bronz

### Monede românești

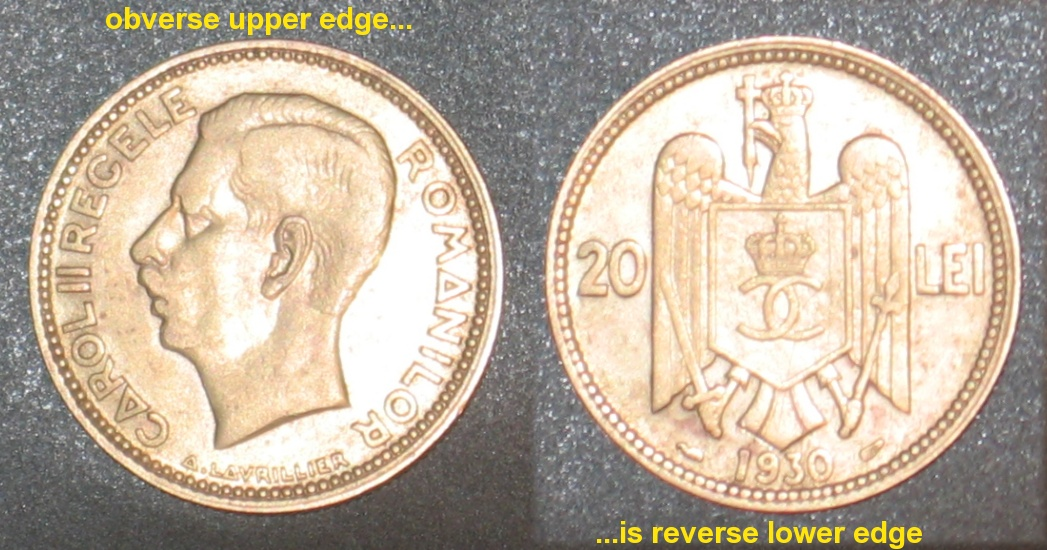
Moneda de 20 de lei
de André Lavrillier

- Moneda de 10 lei, 1933 – 1962, 23 mm diametru, nichel – alamă.

Avers: Efigia regelui Carol al II-lea, spre stânga, textul circular CAROL II REGELE ROMANILOR; semnătura artistului A. LAVRILLIER, pe monedele bătute la Monetăria din Paris, de o parte și de alta se află semnul monetăriei, cornul abundenței, respectiv o aripă, semnul gravorului șef, Lucien Bazor; de jur împrejur se află un cerc perlat, cantul este zimțat.
Revers: În centru, Acvila României încoronată, ținând în cioc o cruce, iar în gheare un paloș și un sceptru, având pe piept un scut cu monograma încoronată a regelui Carol al II-lea (un dublu C întretăiat), valoarea de 10 LEI de o parte și de alta a păsării heraldice; sub acvilă, data 1930; de jur împrejur un cerc perlat.
- Moneda de 20 de lei, 1930, 27 mm diametru, nichel – alamă.

Descrierea ca la moneda de 10 lei

### Monede franțuzești

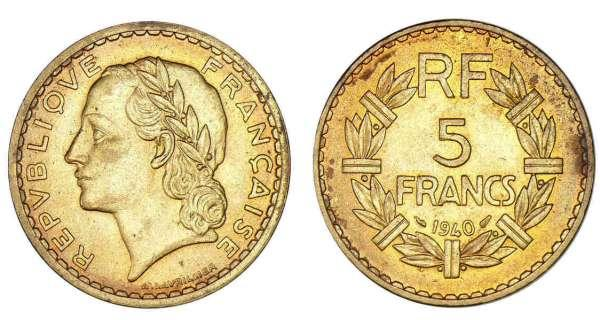
Moneda de 5 franci francezi
de André Lavrillier

- Moneda de 100 franci, 1929, 21 mm diametru, bronz – aluminiu[21]

Avers: Un cap încoronat cu lauri al personificării Republicii Franceze, din profil, spre stânga, legenda circulară REPVBLIQVE FRANÇAISE, semnătura artistului gravor A. LAVRILLIER. La marginea monedei, de jur împrejur, un cerc perlat.
Revers: O coroana de lauri circulară cu text în centru pe două rânduri CENT FRANCS iar jos data emisiei cu semnul monetăriei din Paris, cornul abundenței, și o aripă, semnul gravorului șef, Lucien Bazor. De jur împrejur, a fost gravat un cerc perlat
- Moneda de 5 franci, 1933 – 1962, 31 mm diametru, nichel, aluminiu, bronz – aluminiu

Avers: Similar cu moneda de 100 franci
Revers: Sus, sunt gravate inițialele încoronate ale statului emitent, RF, iar central valoarea nominală a piesei, pe două rânduri 5 FRANCS, jos, anul emisiunii: 1940. De o parte și de alta a datei se află semnul monetăriei din Paris, cornul abundenței, respectiv o aripă, semnul gravorului șef, Lucien Bazor. Ca și pe avers, la marginea monedei, de jur împrejur, a fost gravat un cerc perlat. Cantul este neted.
- Moneda de 20 franci -  Pétain , 1940 –  1944, 30,2 mm diametru

Avers: Bustul mareșalului Pétain, text circular PHILIPPE PETAIN . MARECHAL DE FRANCE . CHEF DE L’ETAT. ; semnătura artistului gravor A. LAVRILLIER.
Revers: În centru o franciscă înconjurată de doua crengi de lauri, text circular TRAVAIL FAMILLE PATRIE, iar jos textul 20 FRANCS, 1941.